# Hannah Auchentaller
Hannah Auchentaller (San Candido, 28 marzo 2001) è una biatleta italiana.

## Biografia
Originaria di San Candido e attiva dalla stagione 2018-2019, ai Mondiali juniores di Obertilliach 2021 ha vinto la medaglia d'argento nella staffetta; ha esordito in Coppa del Mondo il 2 dicembre dello stesso anno a Östersund, arrivando 81ª in sprint, e ai successivi Mondiali juniores di Soldier Hollow 2022 ha ottenuto la medaglia d'oro nella staffetta e quella d'argento nell'inseguimento. Nella stagione 2022-2023 ha colto il primo piazzamento a punti in Coppa del Mondo, giungendo 33ª nell'inseguimento di Anterselva, e ai Mondiali di Oberhof 2023, sua prima presenza iridata, ha conquistato la medaglia d'oro nella staffetta (con Samuela Comola, Dorothea Wierer e Lisa Vittozzi) ed è stata 33ª nella sprint, 32ª nell'inseguimento, 29ª nella partenza in linea e 22ª nell'individuale. Ai Mondiali di Lenzerheide 2025 si è classificata 46ª nella sprint, 40ª nell'inseguimento, 21ª nell'individuale, 7ª nella staffetta e 7ª nella staffetta mista; non ha preso parte a rassegne olimpiche.

## Palmarès

### Mondiali
- 1 medaglia:
  - 1 oro (staffetta a Oberhof 2023)

### Mondiali juniores
- 3 medaglie:
  - 1 oro (staffetta a Soldier Hollow 2022)
  - 2 argenti (staffetta a Obertilliach 2021; inseguimento a Soldier Hollow 2022)

### Coppa del Mondo
- Miglior piazzamento in classifica generale: 40ª nel 2025